# Cômputo pascal
O cômputo pascal ou também  cômputo eclesiástico - em latim computus ou compotus - é uma variante do cômputo como cálculo em geral mas aplicado ao cálculo do tempo da data apropriada para celebrar o domingo de Páscoa em cada ano dentro do calendário eclesiástico
Alexandre de Villa Dei (* ca. 1175 + ca. 1240) quando ensinou o cômputo na Universidade de Paris distinguia entre cômputo filosófico e cômputo vulgar ou eclesiástico.

### Origens do cômputo pascal
O cômputo pascal ou cômputo eclesiástico foi desenvolvido pelos cristãos a partir do cálculo da festa da Páscoa da tradição judaica, a Pessach, e que Jesus Cristo e os seus apóstolos celebraram e recriaram de acordo com a Última Ceia e a vida, paixão, morte e ressurreição de Cristo como é narrada nos Evangelhos, nos Atos dos Apóstolos e outros documentos do Novo testamento.
A data da Páscoa judaica estava indicada no livro do Êxodo, 12:1-11 e em vários outros livros do Antigo Testamento.
A Última Ceia de Cristo foi celebrada de acordo com essas tradições.
Nas Cartas do Apóstolos não se encontra nenhuma data específica mas é provável que seguissem inicialmente as tradições judaicas, sem exigência do mesmo dia, e a pouco e pouco mudassem a data para o primeiro dia da semana para recordar o dia da ressurreição de Jesus.
Até ao século IV não parece ter havido uma data comum igual entre os cristãos, embora a preferência fosse para o domingo seguinte à data da páscoa judaica.
No primeiro Concílio de Niceia, no ano de 325, ficou estabelecido que a Páscoa deveria ser sempre celebrada no primeiro domingo que se segue à lua cheia pascal, que ocorre no dia do equinócio da primavera ou logo a seguir. O domingo corresponde ao dia do sol da tradição romana da semana dos dias dos astros ou dos dias dos deuses da astrologia romana, à época desse concílio. A data do equinócio da primavera passou a ser no dia 21 de Março como então ocorria. A lua cheia pascal corresponde à lua 14 do primeiro mês lunar que ocorre no dia do equinócio ou logo a seguir, mantendo a referência ao primeiro mês judaico da Páscoa, o mês de Nissan.

### A utilidade do cômputo pascal
É necessário efetuar um cálculo por várias razões:
(a) por um lado a festa da Páscoa é uma festa móvel, isto é, não ocorre todos os anos numa data fixa do calendário juliano ou do calendário gregoriano, porque depende de vários ciclos de tempo com intervalos diferentes: a data anual do equinócio da primavera, a data da lua cheia pascal e da sequência dos domingos de cada ano; 
(b) por outro lado, como a festa principal do domingo de Páscoa é antecedida de outras festas móveis - como a Quaresma -, precedida pelos domingos da Septuagésima, da Sexagésima, da Quinquagésima e da Quarta-feira de Cinzas, esta sempre associada à festa do Carnaval ou Entrudo no dia anterior, tornou-se habitual, desde o século IV anunciar antecipadamente as datas do domingo de Páscoa de um determinado ano juntamente com as outras festas móveis que o antecedem ou que lhe sucedem - os dias da Ladainhas ou Rogações, Ascensão, Pentecostes e a quinta-feira do Corpus Christi.
Realizado o cálculo ou cômputo do domingo de Páscoa, por exemplo na sede do Bispado, a informação era enviada por carta para todas as igrejas, mosteiros e párocos, a tempo de se fazer o seu anúncio umas vezes durante a missa de Natal (25 de dezembro), outras vezes na festa da Epifania (6 de janeiro), com a indicação do número de semanas e de dias que ocorreriam em cada ano desde essa data até ao domingo da Septuagésima, ou mais comumente até à Quarta-feira de Cinzas.

### O intervalo das Festas móveis
O tempo religioso e litúrgico da Páscoa com as festas móveis dela dependentes inclui uma período móvel de celebrações e ritos que se estendem por muitas semanas ao longo de cerca de cinco meses: desde o domingo da Septuagésima, que se celebra 63 dias antes da Páscoa pois pode ocorrer a 18 de Janeiro e a festa do Corpus Christi, que se celebra 60 dias depois da Páscoa, pode chegar a ser celebrada a 24 de Junho.
Exemplos: 
1. neste ano de 2023 a Páscoa ocorreu a 9 de abril, a Septuagésima a 5 de fevereiro e o Corpus Christi a 8 de junho.
2. no próximo ano de 2024, um ano bissexto, a Páscoa ocorrerá a 31 de março, a Septuagésima a 28 de janeiro e o Corpus Christi a 30 de maio.
Cada uma destas festas móveis da liturgia cristã tem um intervalo de 35 dias entre o primeiro e o último dia possível para a sua celebração. 
Por exemplo, o domingo de Páscoa pode ocorrer entre o dia 22 de Março e o dia 25 de Abril, necessariamente sempre num domingo depois do equinócio da primavera e que não coincida com o dia da lua cheia pascal.

### História do cômputo pascal
Neste sentido pode dizer-se que o cômputo eclesiástico se tornou na Idade Média uma ciência ou uma arte do tempo, definido pelos movimentos do Sol e da Lua e pelo ciclo da semana, pois ficou naturalmente associado ao calendário juliano, e depois ao calendário gregoriano.
O cômputo eclesiástico inclui vários conhecimentos prévios necessários, que se estabeleceram a partir do modelo de cômputo de Dionísio, o Exíguo e do trabalho de sistematização do venerável Beda.
O modelo de cômputo pascal do calendário grego usado no Patriarcado de Alexandria (Egipto) foi transposto para o calendário juliano pelo monge Dionísio o exíguo (475 + 544) que elaborou uma Tabela pascal para 95 anos - do ano 532 até 626 da Era de Cristo -, isto é cinco ciclos do ciclo lunar de 19 anos, completada com um conjunto de regras para a compreensão do seu modelo, ao mesmo tempo que substituiu os anos datados pela Era de Diocleciano pelos anos da Era de Cristo / Anno Domini.
No século VIII o monge Beda (* ca. 672 ou 673 + 735) organizou todos os conhecimentos à volta do cômputo pascal a partir do modelo de Dionísio, o Exíguo, e divulgou-os aos seus discípulos através de dois livros principais - o De temporibus em 703 e o De temporum ratione em 525 - que tiveram uma grande influência nos séculos seguintes, além da sua História eclesiástica do povo inglês.
Nos séculos seguintes o modelo de cômputo pascal de Dionísio, o Exíguo e Venerável Beda torna-se conhecido em todas as regiões da Europa, em vez do uso dos concorrentes preferiu-se o uso das letras dominicais, o modelo de Tábuas pascais foi simplificado para permitir o cálculo de qualquer ano futuro, e por volta do século X encontramos estes elementos presentes nos livros litúrgicos de mosteiros e igrejas.

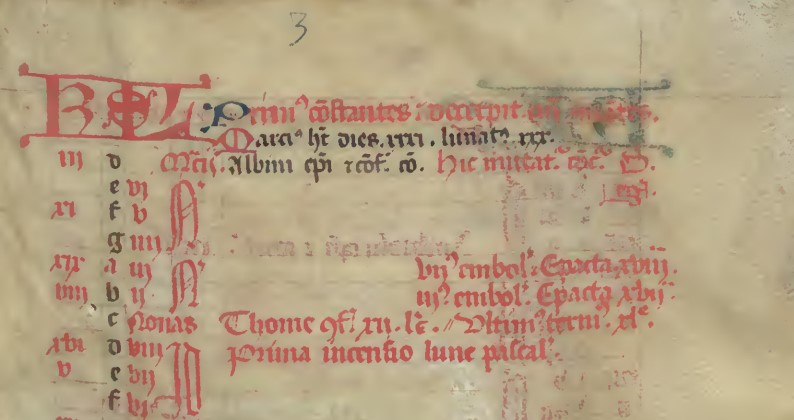
Cômputo eclesiástico no mês de março de um calendário manuscrito do século XIII do Mosteiro de Alcobaça. Destaca-se a numeração romana dos 19 números áureos na coluna à esquerda, na coluna seguinte as letras dominicais, depois o modelo de datação romana com calendas / KL e Nonas e ainda outros elementos: embol (embolismo), Epacta (epacta), lune pascal (Lua pascal).

O cômputo pascal ou eclesiástico é geralmente identificados pelos conceitos de:
- número áureo e o ciclo lunar de 19 anos,
- concorrente,
- letra dominical,
- ciclo solar,
- epacta,
- indicção,
- Chave do cômputo pascal,
- e ainda outros menos comuns como os regulares solares' e regulares lunares.
Os estudiosos e peritos no cômputo pascal ou eclesiástico eram conhecidos como computistas.
Nem todos os conceitos foram sempre utilizados e alguns acabaram por ser substituídos por outros.

### O estudo do cômputo
Pela importância da celebração cristã da Páscoa, o estudo e aprendizagem do cálculo ou cômputo pascal tornou-se muito importante em particular nas sedes dos Patriarcados ou bispados em cidades de referência como Roma, Bizâncio/Constantinopla e Alexandria.
O estudo do cômputo era uma das matérias do ensino das disciplinas universitárias do quadrivium, associada à aritmética e à astronomia e designava o conjunto de operações e conceitos usados para fazer contas, calcular ou contar. 
No âmbito dos estudos eclesiásticos, o cômputo eclesiástico reúne todo o sistema de cálculo usado para determinar o dia do domingo de Páscoa e de todas as festas móveis.
As mãos e os dedos da mãos foram igualmente muito usados ao longo da Idade Média para ajudar no cômputo da Páscoa, conhecido como cômputo manual ou ars manualis (Arte manual)..
O cômputo eclesiástico também foi introduzido em vários relógios astronómicos como por exemplo no Relógio astronómico da Catedral de Estrasburgo.